# 에드 로버츠
헨리 에드워드 로버츠(Henry Edward " Ed " Roberts, 1941년 9월 13일 - 2010년 4월 1일)는 1975년 상업적으로 성공한 최초의 개인용 컴퓨터를 발명한 미국의 엔지니어, 기업가 및 의사이다. "개인용 컴퓨터의 아버지"로 가장 많이 알려져 있다. 그는 1970년 전자 장비를 모델 로켓 애호가에게 판매하기 위해 MITS (Micro Instrumentation and Telemetry Systems)사를 설립했는데, 최초의 성공적인 제품은 1971년 11월 《포퓰러 일렉트로닉스》잡지에 게재된 전자 계산기 키트였다. 계산기는 매우 성공적이어서 판매량은 1973년에 백만 달러를 넘어 섰다. 1974년까지 계산기 가격   경쟁으로 회사는 많은 빚을 지게 되었다. 로버츠는 새로운 인텔 8080 마이크로 프로세서를 사용하는 알테어 8800 개인용 컴퓨터를 개발했다. 이것은 1975년 《포퓰러 일렉트로닉스》잡지 1월호 표지에 실렸는데 애호가들에 의하여 397달러의 컴퓨터 키트 주문이 MITS사에 쇄도하였다.
빌 게이츠 (Bill Gates)와 폴 앨렌 (Paul Allen)은 소프트웨어 개발을 위해 MITS사에 취업했는데 그들이 개발한 알테어 베이직은 마이크로소프트사의 첫 제품이다. 로버츠는 1977년에 MITS를 매각하고 조지아주로 귀향하여 농사를 짓다가 의학을 공부하여 결국 조지아주 코크란 (Cochran)에서 작은 마을의 의사가 되었다. 2010년 4월, 68세로 사망하였다.

## 어린 시절
로버츠는 1941년 9월 13일 플로리다주 마이애미에서 가전 수리공인 헨리 멜빈 로버츠(Henry Melvin Roberts)와 주부인 에드나 윌처 로버츠(Edna Wilcher Roberts)에게 태어났다. 그의 여동생 쉐릴 (Cheryl)은 1947년에 태어났다.제2차 세계 대전 중, 그의 아버지가 육군에 있는 동안, 로버츠와 그의 어머니는 조지아의 휠러 카운티에 있는 윌처 가족 농장에서 살았다.전쟁이 끝난 후, 가족은 마이애미로 돌아 갔지만 로버트는 조지아 농촌에서 조부모와 함께 여름을 보냈다.로버츠의 아버지는 마이애미에서 가전제품 수리 사업을 했다.
로버츠는 고등학생 때 전자 공학에 관심을 가지게 되어 릴레이에 기초한 작은 컴퓨터를 제작하였다. 그러나 그의 진정한 열정은 의학이어서 의사가 될 의향으로 마이애미 대학에 입학했는데 가족 중에서 최초이었다. 그는 여기서 전자 공학에 관심을 가진 신경 외과 의사를 만났다. 그는 로버트가 의대에 지원하기 전에 공학사 학위를 받기를 권유하여, 로버츠는 그의 전공을 전기 공학 변경했다.
로버츠는 대학에서 조안 클락 (Joan Clark)과 결혼했는데, 그녀가 임신하여 로버츠 (Roberts)는 새로운 가족을 부양하기 위해 학교를 그만 두어야한다는 것을 알게 되었다. 미 공군에서는 대학 진학을 위한 프로그램을 갖고 있었는데, 1962년 5월 그는 공군 교육 및 임관 프로그램(Airman Education & Commissioning Program)을 통해 학위를 받고자 하였다.
기본적인 훈련이 끝난 후, 로버츠는 텍사스주 샌안토니오에 있는 락크 랜드 공군 기지의 암호 장비 유지 보수 학교에 다녔다. 대학에서 전기 공학을 전공한 로버츠는 과정을 마치고 암호화 학교에서 강사로 일했다. 군인의 박한 월급을 보충하기 위해 그는 몇개의 일과외의 프로젝트에 참여했고 일인 회사인 릴라이언스 엔지니어링(Reliance Engineering)사도 설립했다.가장 주목할만한 일은 샌안토니오에 있는 조스크(Joske) 백화점의 창문 디스플레이에 크리스마스 인물을 애니메이션으로 표시하는 전자 제품을 만든 것이었다.1965년 그는 공군 프로그램으로 대학 학위를 수료하고 장교로 임관하였다. 그는 1968년 오클라호마 주립 대학에서 전기 공학 학위를 취득했으며 뉴 멕시코 주 앨버커키에 있는 커틀랜드 공군기지의 무기 실험실 레이저 부문에 배속되었다. 1968년에 의대에 지원하려고 하였으나 나이가 27세로 너무 많다는 것을 알게 되었다.

## 마이크로 계측 및 원격 계측 시스템

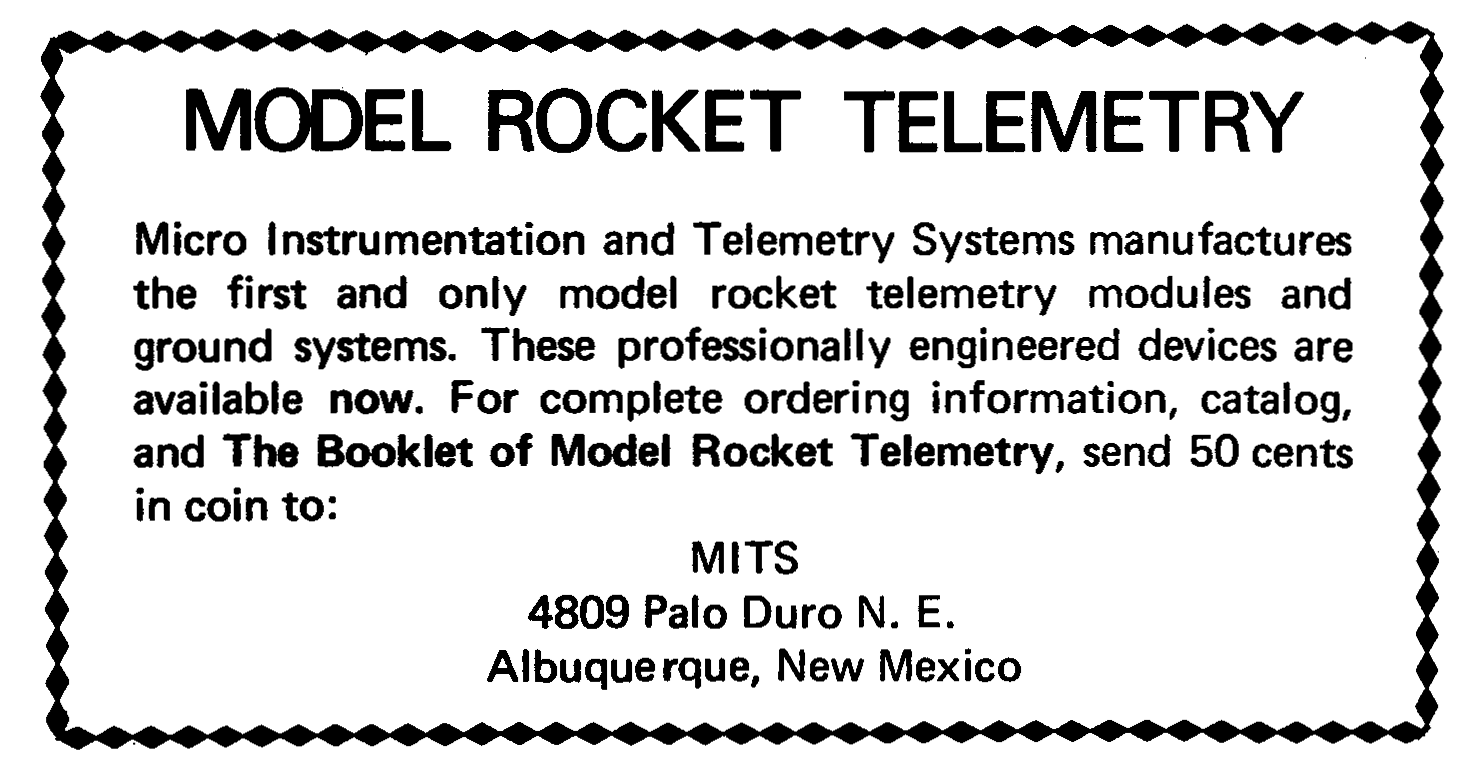
1970년 3월 MITS사가 로버츠의 차고에 있을 때의 광고

로버츠는 무기 실험실의 포레스트 밈즈 (Forrest Mims)과 함께 일했는데, 둘 다 모델 로켓 연구 관심이 있었다. 밈즈는 앨버커키 모델 로켓 클럽의 고문으로 로켓트리 컨퍼런스에서 모델 로켓트리 잡지의 발행인을 만났다. 이로 인해 1966년 9월호 《모델 로켓트리》에, 〈야간 발사 모델 로켓을 위한 트랜지스터화된 추적 라이트〉기사가 실리게 되었다. 로버츠, 밈즈 및 실험실 동료인 스탠 케이글(Stan Cagle)과 밥 잴러(Bob Zaller)는 모델 로켓 애호가들에게 전자 장치 키트를 설계하여 판매 할 수 있을 것으로 생각하였다. 로버츠는 새로운 회사를 릴라이언스 엔지니어링(Reliance Engineering)으로 부르기를 원했지만 밈즈는 매서추세츠 공과대학의 MIT와 비슷한 두문자어를 사용하기를 원했다. 케이글은 MITS (Micro Instrumentation and Telemetry Systems)를 제안했다. 그들은 라이트 플래셔 (light flasher), 송신기가 부착된 롤 레이트 센서, 및 그외 다른 키트를 모델 로켓트리 (Model Rocketry)지에 광고했지만 판매는 실망스러웠다.
밈즈는 《포퓰러 일렉트로닉스》잡지 1970년 11월호에 발표될 발광 다이오드의 새로운 기술에 관한 기사를 썼다.그는 편집자들에게 프로젝트 스토리가 필요한지 물었는데, 그들이 긍정하였다.로버츠와 밈즈는 수백 피트 떨어진 곳에서 적외선 빔으로 음성을 송신하는 LED 통신기를 개발했다.독자들은 15 달러에 MITS의 Opticom LED Communicator를 만들기 위한 부품 키트를 구입할 수 있었다.MITS는 100 개가 넘는 키트를 판매했다. 밈즈는 공군을 제대하여 기술 작가로서 경력을 쌓고 싶어했다. 로버츠는 파트너의 지분을 사들이면서 전자 계산기의 신흥 시장에 회사를 집중하였다.

## 계산기

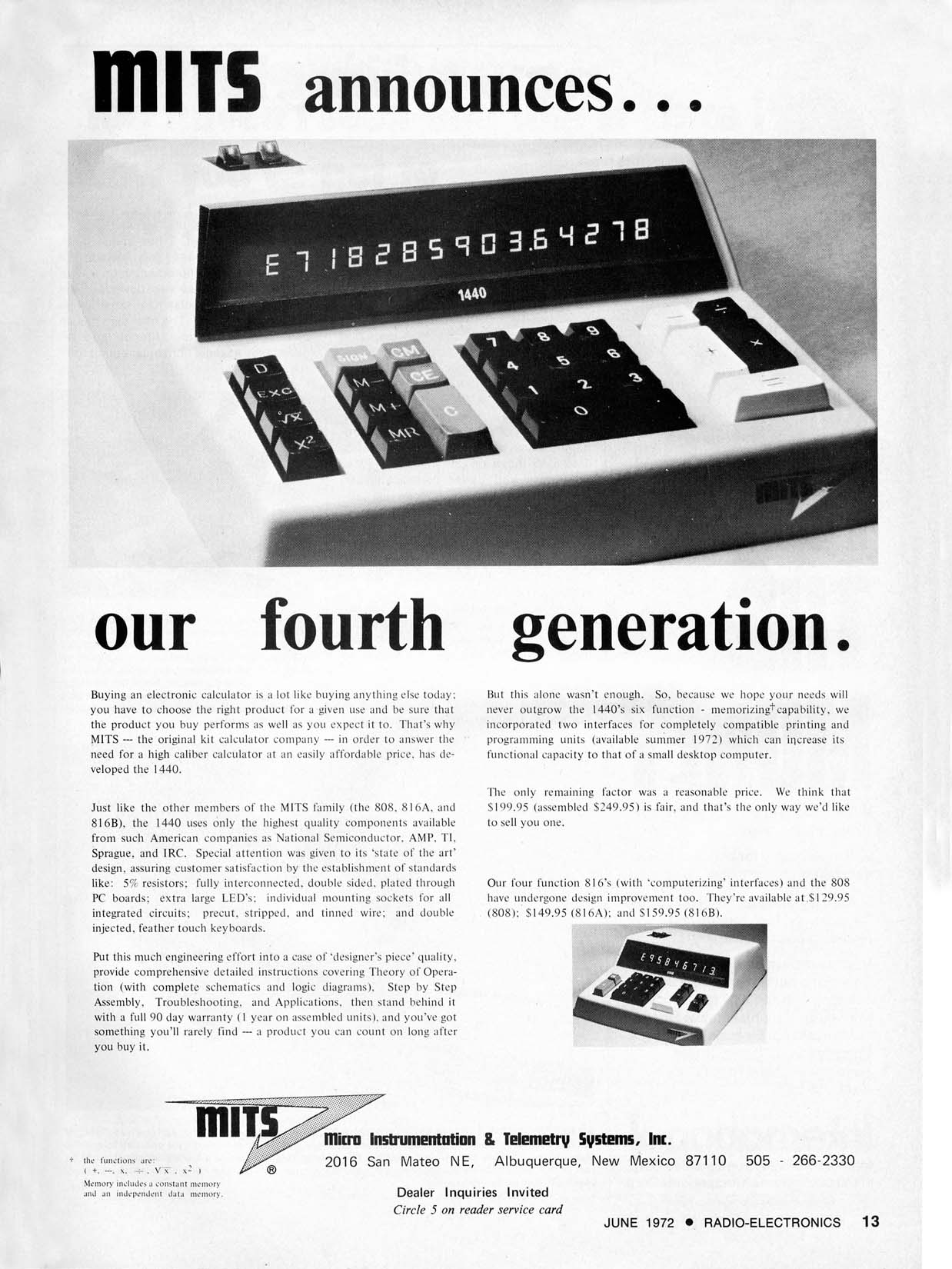
1972년 6월경 MITS Model 1440 계산기 광고

로버츠가 컴퓨터를 처음 사용해 본 경험이 있는 곳은 오클라호마 주립 대학(Oklahoma State University)]]에서 공대 학생이 IBM 1620 컴퓨터에 무료로 액세스 할 수 있는 기간 동안이었다. 무기 실험실내의 그의 사무실에는 1968년에 최신인 휴렛 팩커드 9100A 프로그래머블 계산기가 구비되어 있었다. 로버츠는 디지털 컴퓨터를 항상 만들고 싶었는데,1970년 7월에 일렉트로닉 어레이(Electronic Arrays)사에서는 4가지 기능의 계산기를 만들 수있는 6 개의 LSI 집적 회로 세트를 발표했다. 로버츠는 계산기 키트를 설계하기로 결심했으며 윌리엄 예이츠와 에드 라플린 (Edward Laughlin)과 동료 무기 연구소 직원이 프로젝트에 시간과 돈을 투자하도록 했다.
첫 번째 제품은 더하기, 빼기, 곱하기 및 나누기를 할 수 "4 기능" 계산기였다. 디스플레이는 8 자릿수지만 계산은 16 자리의 정밀도로 수행되었다. MITS Model 816 계산기 키트는 1971년 11월에 《포퓰러 일렉트로닉스》 표지에 실렸다. 키트는 179 달러에 판매되었는데 완성품은 275 달러였다.MITS가 공급한 이전의 키트와 달리 매월 수천 개의 계산기 주문이 들어 왔다.
월간 판매량은 1973년 3월 100,000 달러에 달하여 MITS는 10,000 평방 피트 (930 평방 미터) 공간의 더 큰 건물로 이전했다. 1973년 MITS는 제작하는 모든 계산기를 판매했으며, 110 명의 직원이 2 회 교대 근무를 했다. 계산기 집적 회로의 기능은 빠른 속도로 증가하여 로버츠는 새로운 모델을 설계하여 생산했다. 전자 계산기의 인기에 의하여 전통적인 사무용품 회사와 반도체 회사도 시장에 진입하였다. 1972년 9월 텍사스 인스트루먼트(TI)는 120 달러에 판매하는 TI-2500 휴대용 4 기능 계산기를 발표했다.대기업은 시장 점유율을 얻기 위해 비용보다 낮은 가격으로 판매 할 수 있었다. 에드 로버츠는 1974년 초 소매점에서 재료비보다 적은 비용으로 계산기를 구입할 수 있음을 확인했다. MITS는 당시 빚이 30 만 달러였고 로버츠는 새로운 히트 상품을 찾고 있었다.

## 알테어 8800 컴퓨터

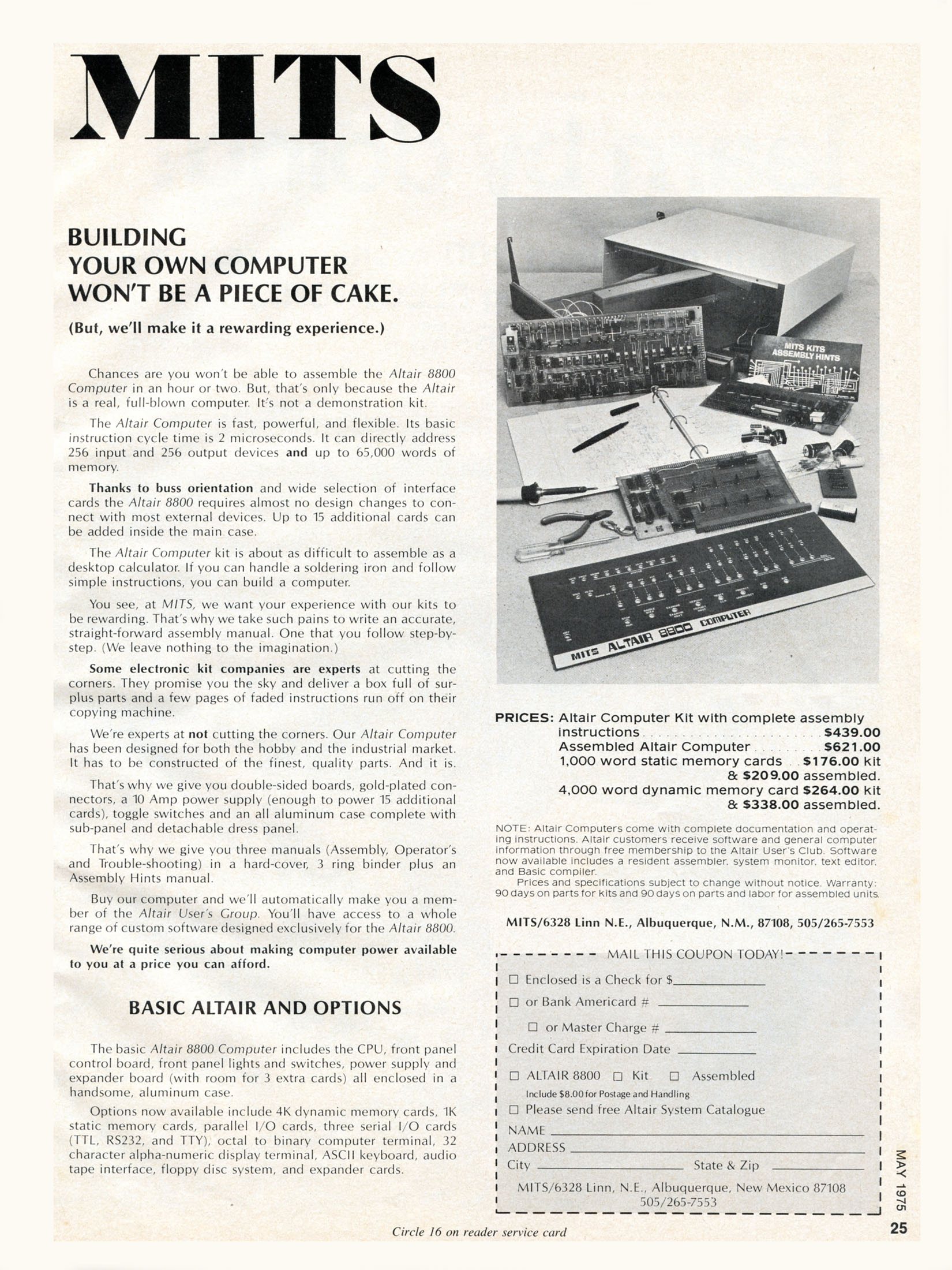
1975년 5월 알테어 8800 컴퓨터 키트 광고

로버츠는 저렴한 비용의 컴퓨터로 키트 시장으로 돌아 가기로 결정했다. 대상 고객은 "약간의 조립 필요성"이 바람직한 기능이라고 생각할 것이었다. 1974년 4월 인텔은 로버츠가 자신의 컴퓨터 키트에 충분히 강력하다고 느낀 8080 마이크로 프로세서를 출시했는데 8080 칩은 소량 주문시 개당 360 달러에 판매되었다. 로버츠는 컴퓨터 키트 가격이 400 달러 이하여야 한다고 생각했다. 이 가격에 맞추기 위하여, 그는 개당 75 달러에 1,000 개의 마이크로 프로세서를 인텔사에 주문하기로 했다. 회사는 직원이 20 명이었고 65,000 달러의 은행 대출로 새 컴퓨터의 설계 및 초기 생산에 자금을 지원했다.로버츠는 800 대의 컴퓨터를 판매 할 것으로 예상한다고 은행에 말했지만 자신은 약 200 대가 될 것이라고 예상하였다.
《포퓰러 일렉트로닉스》의 편집장인 아트 샐즈버그(Art Salsberg)는 컴퓨터 제작 프로젝트를 찾고 있었는데, 그의 기술 편집자인 레스 솔로몬(Les Solomon)은 MITS가 Intel 8080 기반 컴퓨터 키트에서 작업하고 있음을 알고 있었다.로버츠는 솔로몬에게 이 작업이 1975년 1월호의 기사 마감일인 11월까지 완료될 것이라고 확인해 주었다. 첫번째 시제품은 10월에 제작이 완료되어, 잡지의 표지 사진용으로 뉴욕의 《포퓰러 일렉트로닉스》사로 발송되었는데, 운송 도중에 분실되었다. 솔로몬은 이미 그 기계에 대한 많은 사진을 가지고 있어 기사는 그 사진을 바탕으로 작성되었다. 로버츠와 예이츠는 대체품을 제작하여야 했다. 잡지 표지의 컴퓨터는 전면 패널에 스위치와 LED를 단 빈상자에 지나지 않았다. 나중에 완성된 알테어 컴퓨터는 잡지에 나온 시제품과는 완전히 다른 회로기판 배치를 가지고 있었다.

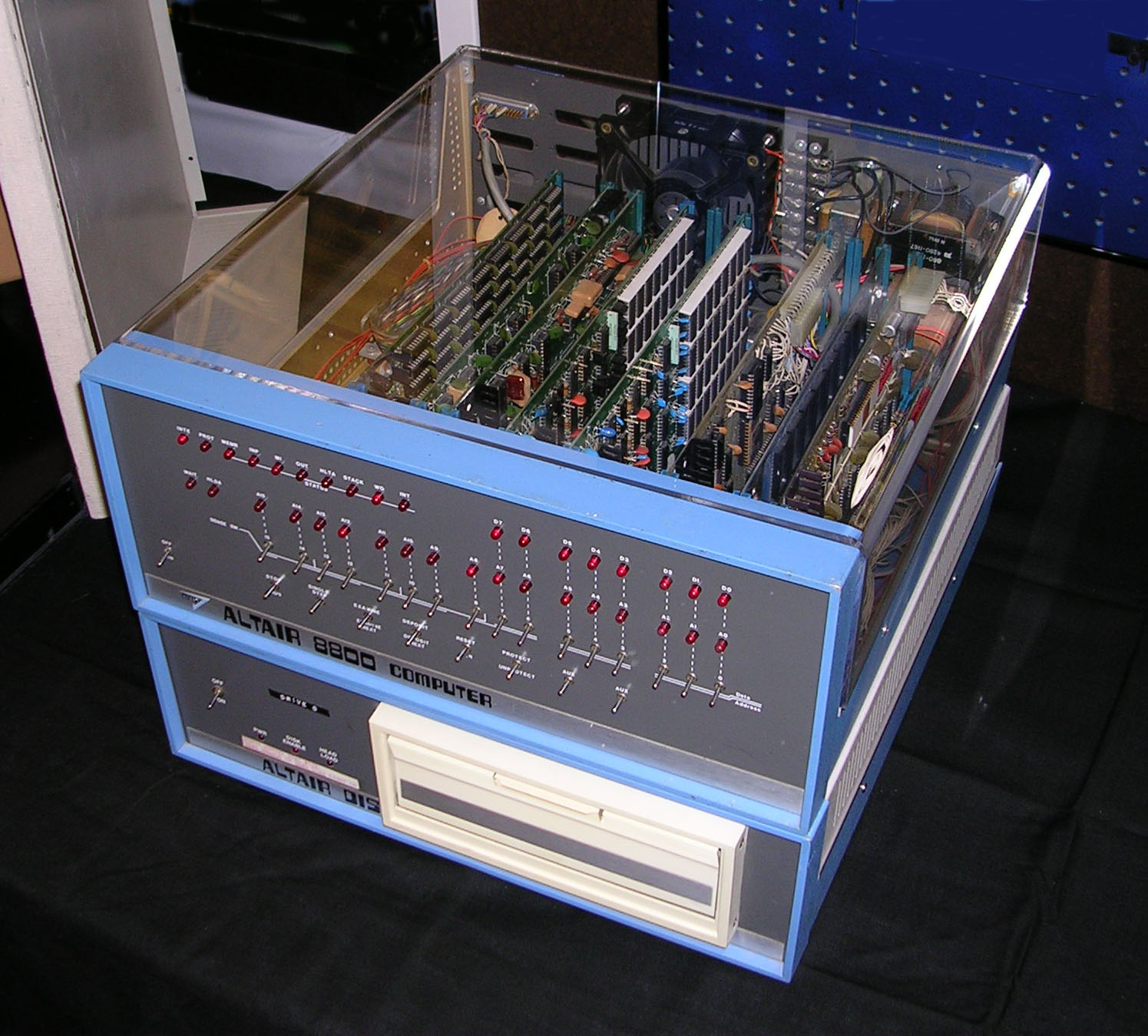
8 인치 플로피 디스크 시스템이 구비된 알테어 8800 컴퓨터

MITS사의 제품의 이름은 전형적으로 Model 1440 Calculator 나 Model 1600 Digital Voltmeter와 같은 일반적인 이름을 가지고 있었다. Popular Electronics 의 편집자는 컴퓨터에 대해 더 매력적인 이름을 원했다. MITS의 기술 작가 데이빗 버넬(David Bunnell)은 세 페이지에 달하는 이름 후보를 제시했지만 로버츠는 컴퓨터 설계를 마무리하느라 매우 바빴다. 알테어를 누가 컴퓨터 이름으로 선택했는지에 대한 여러 가지 버전의 이야기가 있다. 첫 번째 버전은 레스 솔로몬이 1976년 3월의 알테어 컴퓨터 컨벤션에서 밝힌 것인데, 이 이름은 12세 딸 로렌(Lauren)의 영감을 받은 것으로 "그녀가 '스타트렉의 엔터프라이즈호가 오늘 밤에 가는 곳인 알테어(Altair)로 부르면 좋지 않을까'요라고 말했다"는 것이다. 1976년 12월호 《포퓰러 사이언스》지에서는 이러한 언급을 잘못 인용하여 에드 로버트 (Ed Roberts)의 딸에게 공을 돌렸다. 그의 유일한 딸인 돈(Dawn)은 1983년까지 태어나지 않았다. 이 두 버전은 많은 서적, 잡지 및 웹 사이트에 등장하고 있다.
알렉산더 버러와(Alexander Burawa) 편집자는 이보다는 덜 극적인 버전을 회상한다. 알테어가 원래는 ‘PE-8’ (Popular Electronics 8-bit)으로 명명 될 예정 이었지만, 레스 솔로몬이 그 이름이 다소 단조롭다고 생각했기 때문에 솔로몬, 버러와, 및 존 맥베이가 다음과 같이 결정했다. "이것은 별과 같은 것이니, 별의 이름을 본따서 이름을 짓자." 맥베이가 하늘에서 열두 번째로 밝은 별인 알테어를 제안했다.
1974년 12월 중순경, 《포퓰러 일렉트로닉스》 1975년 1월호가 독자들에게 배달되자, MITS는 주문으로 넘쳐났다. 그들은 전화를 받기 위해 추가로 인력을 고용해야 했다. 2 월에 MITS는 알테어 8800에 대해 1,000 건의 주문을 받았다. 견적상의배송기간은 60 일이었지만 기계가 출하되기까지는 수개월이 더 걸렸다. 1975년 8월까지, 그들은 5,000 대가 넘는 컴퓨터를 출하했다.
Altair 8800 컴퓨터는 MITS에게 손익분기점의 판매이었다.그들은 추가 메모리 보드, I / O 보드 및 기타 옵션을 판매하여 수익을 창출해야 했다. MITS 뉴스 레터인 Computer Notes 1975년 4월호에는 15개 이상의 옵션 보드를 제공하는 한 페이지 길이의 가격 목록이 있었다. 주어진 배송기간은 60 일 또는 90 일이었지만 많은 품목이 생산되지 않았으며 그후의 가격표에서 제외되었다.처음으로 로버츠는 컴퓨터 생산에 집중하기로 결정했다. 선택사양 보드의 신속한 인도는 1975년 10월이 되어서야 이루어졌다.
MITS 4K 다이내믹 램(Dynamic RAM) 보드에는 몇 가지 설계 및 구성 요소 문제가 있었다. 7 월에는 프로세서 테크놀로지사와 같은 신생 회사에서 안정적인 작동을 약속하는 4K 스태틱 램(Static RAM) 보드를 판매했다. 에드 로버츠는 1975년 10월 《컴퓨터 노트》지에서 4K 다이내믹 RAM 보드 문제를 인정하였다. 그 보드의 가격은 $ 264에서 $ 195로 인하되었고,기존 구매자에게는 $ 50 환불이 주어졌다. MITS는 1976년 1월에 자체 4K 스태틱 RAM 보드를 출시했다.
몇몇 다른 회사가 애드인 보드를 만들기 시작했고, 첫 번째 클론 제품인 IMSAI 8080이 1975년 12월에 등장하였다.

## 알테어 베이직

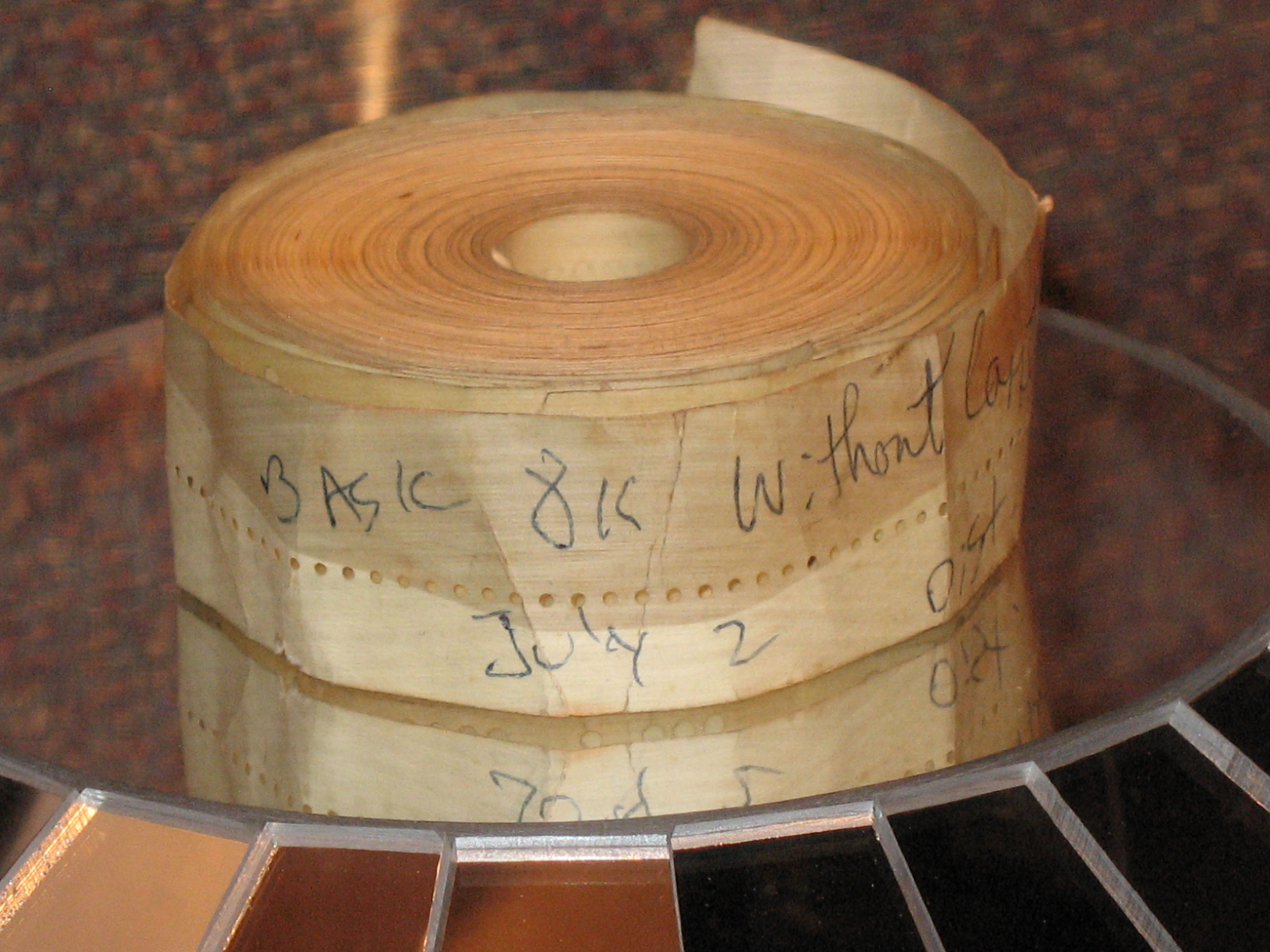
종이 테이프에 기록된 알테어 8K 베이직. 빌 게이츠는 폴 앨런에게 MITS사에 가져갈 베이직 프로그램이 담겨져 있는 이 종이 테이프를 주었다.

빌 게이츠는 하버드 대학의 학생이고 폴 앨런 (Paul Allen)이 보스턴의 하니웰에서 근무하고 있을 때, 《포퓰러 일렉트로닉스》 잡지의 표지에서 알테어 컴퓨터를 보게 되었다. 이들은 이전에 인텔 8008 마이크로 프로세서용 소프트웨어를 작성하여 인텔 8080이 베이직 인터프리터를 지원할만큼 강력하다는 것을 알고 있었다 그들은 8080 마이크로 프로세서에 대한 베이직 인터프리터를 가지고 있다고 주장하는 편지를 MITS에 보냈다. 로버츠가 관심이 있었기 때문에 빌 게이츠와 폴 앨런은 소프트웨어 작업을 시작했다. 두 사람 모두 DEC사의 PDP-10 미니 컴퓨터를 사용해 본 경험이 있었다. 앨런은 인텔8080용 코드를 생성하기 위해 DEC 매크로 어셈블러(Macro Assembler)를 수정했으며 알테어 컴퓨터가 없이도 그들의 베이직 프로그램을테스트 할 수 있도록 8080을 에뮬레이트하는 프로그램을 작성했다. 게이츠는 DEC의 베이직-플러스 언어를 지침으로 사용하여 알테어 컴퓨터의 제한된 리소스 하에서 어떤 기능이 작동할 수 있을지를 알아 냈다.게이츠는 노란색 리걸 패드에 8080 어셈블리 언어 코드를 작성하기 시작했다. 2 월에 게이츠와 앨런은 하버드에서 베이직을 작성하고 디버깅하기 위해 PDP-10을 사용하기 시작했다. 또한 다른 하버드 학생 몬테 데이비도프(Monte Davidoff)가 부동소수점 수학 루틴을 작성하도록 했다.
폴 앨런 (Paul Allen)은 1975년 3월 뉴 멕시코 주 앨버커키 (Albuquerque)로 날아가서 실제의 알테어 8800 컴퓨터에서 베이직 프로그램을 테스트했다. 로버츠는 자신의 픽업 트럭으로 공항에서 그를 태우고 MITS가 있는 익명의 매장으로 향했다. 앨런은 긴장을 하지 않았다. 베이직 인터프리터 프로그램이 요구하는 7 bB의 메모리가 장착된 알테어 컴퓨터는 여전히 테스트 중이어서 다음 날까지는 준비가 되지 않을 예정이었다. 로버츠는 앨버커키에서 가장 비싼 호텔에 앨런을 예약했는데, 앨런이 예약한 것 보다 40 달러 더 비쌌다. 로버츠는 방값을 지불하고 호텔 방값도 낼 여유가 없는 이 소프트웨어 녀석이 누구인지 궁금해했다.
그 다음날 7 kB의 알테어는 마침내 메모리 테스트를 통과했으며 앨런은 보스턴을 떠나기 직전 빌 게이츠가 건네준 베이직 인터프리터 프로그램을 종이 테이프에 가지고 있었다. ASR-33 텔레타이프를 이용하여 알테어에 프로그램을 로드하는데 약 15 분이 걸린 후, 텔레타이프에서 "MEMORY SIZE?"가 출력되었다. 앨런은 7168을 입력하고 텔레타이프는 "READY"라고 인쇄했다. 앨런과 로버츠는 소프트웨어와 하드웨어가 실제로 작동하는 것을 보고 놀랐다. 그들은 여러 개의 작은 프로그램을 입력하였는데, 작동을 하였다. 베이직 인터프리터는 완성되지 않아 여러번 다운되었지만,로버츠는 컴퓨터에 사용할 수 있는 고급 언어를 보유하게 되었다. 로버츠는 앨런을 MITS의 소프트웨어 담당 부사장 겸 이사로 고용했다. 빌 게이츠도 MITS에서 근무했다. 1975년 10월 회사의 소식지에서는 "소프트웨어 전문가"라는 직함을 부여하였다.
빌 게이츠는 하버드에 남아 있었지만 BASIC에 관하여 계속 작업하였다. 학생들은 DEC PDP-10을 사용할 수 있었지만 게이츠가 상용 제품을 개발 중이라는 사실을 알게 된 직원은 기뻐하지 않았다. 그런 다음 학교는 게이츠가 BASIC에서 일하기 위해 상용 시간 공유 서비스를 사용하도록 하는 정책을 시행했다.
1975년 7월 22일, MITS는 알테어 베이직에 관하여 빌 게이츠와 폴 앨런과 계약을 체결했다.그들은 일시금 3,000달러와, 상한액 180,000 달러로, 판매된 BASIC의 한편 당 로열티를 받았다. MITS는이 프로그램에 대한 독점적인 전세계 라이선스를 10년 동안 받았다. 그들은 또한 프로그램을 다른 회사에 재라이센스(sub-license) 할 독점적 권리를 가지고 있으며, 프로그램의 라이센스, 홍보 및 상용화를위한 "최선의 노력"을 사용하기로 동의했다. MITS는 앨버커키 학군이 소유한 PDP-10에서 개발에 필요한 컴퓨터 시간을 제공하기로 하였다.
MITS는 베이직 인터프리터에 의하여 경쟁 우위가 발생한다는 점을 인식하고 소프트웨어를 컴퓨터 하드웨어 판매에 번들로 제공했다. MITS에서 컴퓨터, 메모리 및 I/O 보드를 구입 한 고객은 베이직을 75 달러에 구입할 수 있었다. 독립형 가격은 500 달러였다. 많은 취미 애호가들이 타사에서 하드웨어를 구입하고 알테어 베이직의 사본을 "빌려" 사용했다. 로버츠는 베이직을 다른 회사에 서브라이센스하지 않았는데, 이것 때문에 1977년 MITS와 새로운 "Micro-Soft"사이의 중재 결과가 초래되었다. 중재인은 마이크로소프트의 주장에 동조하여 마이크로소프트사가 다른 회사에 8080 BASIC에 대한 라이센스를 하는 것을 허용하였다. 로버츠는이 판결에 실망했다. 앨런과 게이츠는 MITS사의 직원이었고 컴퓨터 시간을 지불했기 때문에 로버츠는 그것이 자신의 소프트웨어라고 생각하였다.

## 퍼텍사에 매각
1976년 MITS는 230 명의 직원을 보유하고 6백만 달러의 매출을 올렸다. 로버츠는 자신의 관리 책임에 지쳐서 더 큰 파트너를 찾고 있었다. MITS사에서는 항상 퍼텍 컴퓨터 회사의 디스크 드라이브를 사용하였는데, 퍼텍사는 1976년 3월, 6백만 달러어치의 주식으로 MITS을 인수하는 의향서에 서명했다. 이 거래는 1977년 5월에 완료되었는데 로버츠의 지분은 2 ~ 3 백만 달러였다. 알테어 제품은 퍼텍 라인에 병합되었으며 MITS 시설은 PCC-2000 소기업 컴퓨터를 생산하는데 사용되었다. 앨버커키 공장은 1980년 12월에 폐쇄되어 캘리포니아 어바인에 있는 퍼텍 공장으로 이전되었다.

## 의사
1977년 후반에 로버츠는 조지아 농촌으로 돌아와서 어린 시절에 조부모님의 집을 자주 방문했던 휠러 카운티에 대규모 농장을 구입했다. 그는 하드웨어 제품에 관하여 Pertec과 비경쟁 계약을 맺었기 때문에, 농장주가 되고 소프트웨어 회사를 설립했다. 그는 나이 때문에 의사가 되는 꿈을 접을 수도 있었지만, 1982년 인근의 머서 대학 (Mercer University) 의대에 입학하였다. 그는 1986년에 M.D.학위를 취득하고 내과에서 레지던트를 한 후,1988년 조지아주의 코크란 (Cochran)이라는 작은 마을에서 진료를 시작했다. 로버츠 박사는 2009년, 최초의 개인용 컴퓨터 개발자이자 농촌 의학에 대한 헌신을 바탕으로 의학분야의 영예 협회인 알파 오메가 알파 (Alpha Omega Alpha)에 선출되었다.

## 사생활
로버츠는 1962년 조안 클라크 (1941년생)와 결혼하여 5명의 아들, 멜빈 (1963년), 클락 (1964년), 존 데이비드 (1965년), 에드워드 (1970년), 마틴 (1975년)과, 딸 돈 (1983년)을 두었는데,1988년 이혼했다.
로버츠는 1991년 도나 몰딘(Donna Mauldin)과 결혼하였는데 결혼 중인 1997년 4월 《애틀란타 저널-컨스티튜션》(The Atlanta Journal-Constitution) 지와 인터뷰하였다. 2000년부터 사망시까지는 로사 쿠퍼 (Rosa Cooper)와 결혼한 상태였다.
로버츠 (Roberts)는 폐렴으로 한 달간 투병한 후 2010년 4월 1일 68세로 사망했다. 그의 여동생인 체릴 R. 로버츠(1947년 11월 13일 -2010년 3월 6일)이조지아 더블린에서 사망한 후 몇주 지난 때였다.조지아주 메이컨 (Macon)에서의 마지막 입원 기간 중에 병원 직원들은 빌 게이츠 (Bill Gates)가 예기치 않게 방문하여 그의 첫 번째 고용주에게 마지막 경의를 표하는 모습을 보고 놀랐다.그의 부인과, 6 명의 모든 자녀와 그의 어머니인 에드나 윌처 로버츠가 생존하고 있으며, 모두 조지아에 살고 있다.

## 업적

### 저서
- Roberts, H. Edward; Forrest Mims (1974). 《Electronic Calculators》. Indianapolis: Howard W Sams. ISBN 978-0-672-21039-6.

### 잡지
- Mims, Forrest M.; Henry E. Roberts (November 1970). "Assemble an LED Communicator – The Opticom". Popular Electronics. Vol. 33 no. 5. Ziff Davis. pp. 45–50, 98–99.
- Roberts, Ed (November 1971). "Electronic desk calculator you can build". Popular Electronics. Vol. 35 no. 5. Ziff Davis. pp. 27–32.
- Roberts, H. Edward (November 1973). "Understanding computer arithmetic". Radio-Electronics. Vol. 44 no. 22. Gernsback. pp. 55–60. ISSN 0033-7862.

- Roberts, H. Edward; William Yates (January 1975). "Altair 8800 Minicomputer, Part 1". Popular Electronics. Vol. 7 no. 1. Ziff Davis. pp. 33–38. ISSN 0032-4485. Part 2 in the February 1975 issue.
- Roberts, H. Edward; Paul Van Baalen (November 1975). "First Motorola/AMI "6800" MPU computer project". Popular Electronics. Vol. 8 no. 5. Ziff Davis. pp. 33–36. ISSN 0032-4485. Part 2 in the December 1975 issue.